# Markus Tempel
Markus Tempel (* 9. Dezember 1965) ist ein früherer polnischer Skeletonpilot.
Markus Tempel begann seine Skeletonkarriere 2003. Der Warschauer gehört seit 2005 zum polnischen Nationalkader. Seine ersten Rennen bestritt er bei lokalen Veranstaltungen und als Gast der deutschen und italienischen Meisterschaften 2004. Im November 2005 bestritt er sein erstes Skeleton-Europacup-Rennen in Igls, wo Tempel 29. wurde. Nur zwei Rennen später nahm er an der Skeleton-Europameisterschaft 2006 in St. Moritz teil und erreichte Rang 21. Bis 2007 folgten weitere Einsätze im Europacup, bestes Ergebnis wurde Rang 18 in Igls. 2007 startete der Pole bei zwei Großereignissen. Bei der Skeleton-Weltmeisterschaft 2007 in St. Moritz wurde Tempel 30., bei der Skeleton-Europameisterschaft 2007 in Königssee belegte er Platz 25. Seine letzten internationalen Rennen bestritt er im Dezember 2007 im Rahmen von Skeleton-Intercontinentalcup-Rennen, wo er am Königssee und in Winterberg jeweils 22. wurde.